# Eusparassus dufouri
Eusparassus dufouri là một loài nhện trong họ Sparassidae.
Loài này thuộc chi Eusparassus. Eusparassus dufouri được Eugène Simon miêu tả năm 1932.

## Hình ảnh

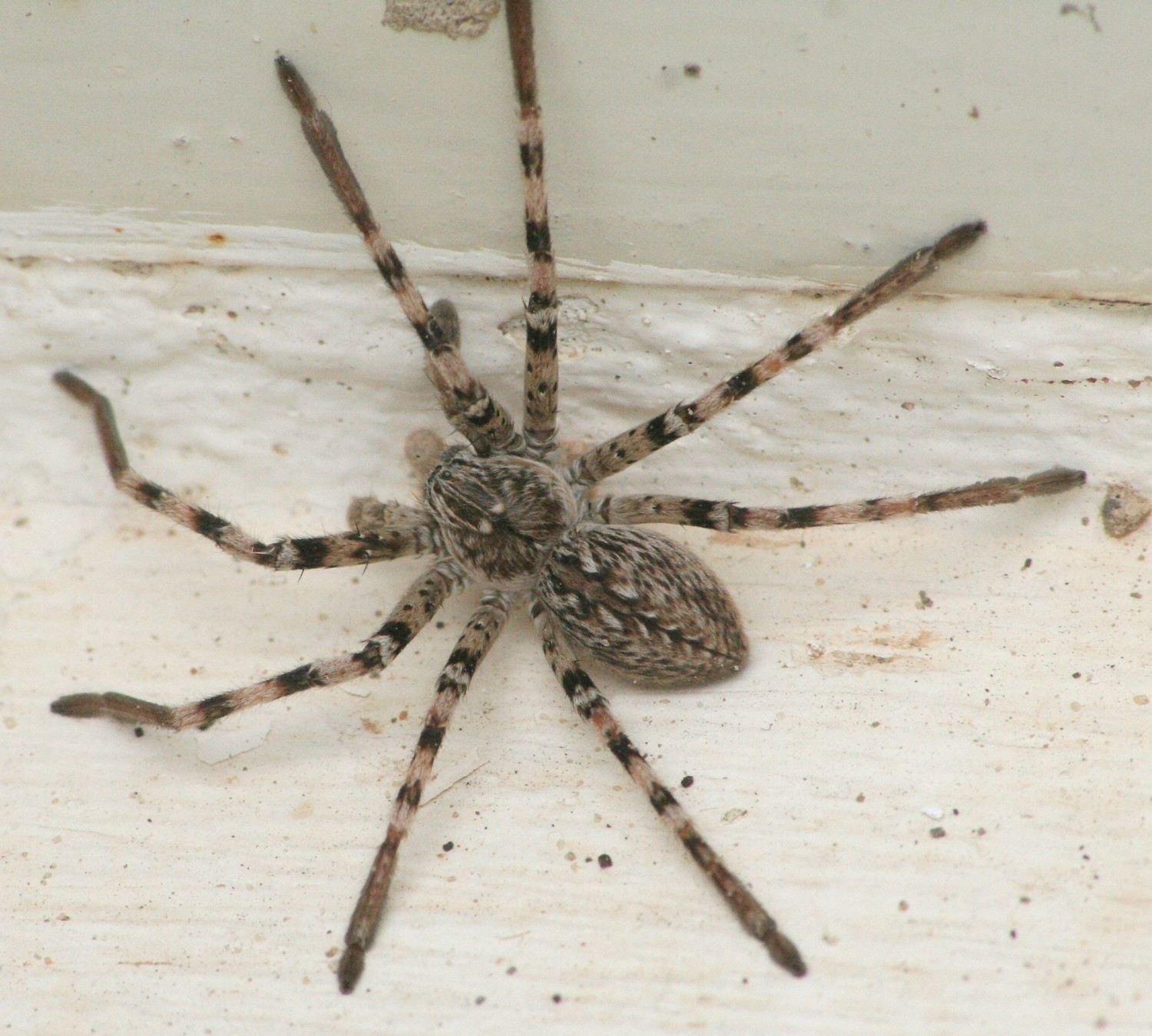